# Glasfabriek Zeebrugge
De Glasfabriek Zeebrugge is een fabriek voor vlakglas die onder verschillende benamingen heeft bestaan en is gelegen tussen Zwankendamme en Zeebrugge.

## Geschiedenis
In 1925 kwam de -voor die tijd uiterst moderne- fabriek in productie onder de naam: Verreries de Damprémy-Zeebruges. Ze produceerde getrokken glas volgend de door Emile Fourcault ontwikkelde methode. De -veelal Waalse- werknemers werden ondergebracht in 104 huizen, aan de Zwankendammestraat, de Luisseweegsesteenweg en de Lisstraat. Ook was er een barakkenkamp om de werknemers te huisvesten.
Tijdens de Tweede Wereldoorlog werd de fabriek verwoest, maar in 1951 kwam de herbouwde fabriek in productie. Nu werd het glas volgens de Pittsburgh-methode geproduceerd.
In 1960 werd de fabriek onderdeel van Glaverbel, en het ontwikkelde zich zelfs tot een der grootste vlakglasproducenten ter wereld. In 1975 werd de fabriek omgebouwd voor de fabricage van dubbel glas onder de naam Thermobel. In 1977 ging de productie van spiegels van start, en werden reeds meer dan 15. 000 spiegels geproduceerd. De dubbelglasfabricage werd in de dochteronderneming Seapane N.V. ondergebracht, later ACG Seapane.
In 1987 kwam het bedrijf als AGC Glass Europe in handen van het Japanse Asahi Glass Company.
In 1997 werd de milieuvriendelijke spiegeltechnologie geïntroduceerd, waarbij het loodgehalte werd teruggedrongen. Later is men ook gelakt glas gaan produceren, onder de naam Lacobel.

## Kengetallen
In 2007 werkten in deze fabriek 300 mensen, waarvan 180 bij de spiegels en 120 bij het dubbelglas. De productie bedroeg toen meer dan 10 miljoen m2 per jaar.